# Multi-spot
Il multi-spot è una tecnica fotografica di misurazione della luce consistente nella possibilità di memorizzare un numero finito di punti luce all'interno del campo inquadrato dalla fotocamera in modo da permettere all'apparecchio di calcolare la giusta media matematica della luce necessaria affinché tutte le aree della foto siano esposte in maniera efficace.
Rappresenta una evoluzione della già innovativa misurazione Spot.
Il sistema Multi-spot, implementato nella Olympus OM-4 nel 1984, permetteva di memorizzare fino ad 8 diversi punti luce all'interno della stessa foto.